# 三浦つとむ
三浦 つとむ (みうら つとむ、1911年 (明治44年) 2月15日 - 1989年 (平成元年) 10月27日) は、日本の哲学者、言語学者、マルクス主義者。弁証法を武器とし、在野の理論家として、認識論、言語論、芸術論、組織論、人生論など、幅広い分野において、活発な研究を続けた。

## 経歴
本名、三浦二郎。1911年、父松五郎、母志津江の次男として、東京都小石川区に生まれる。1925年、東京府立工芸学校印刷科に入学、1927年中退。1928年17歳、窪田商会に就職、その後、フィリップス日本ラジオに入社。印刷工をしていた兄の影響を受け、マルクス主義を学び始める。1933年、このころ勤めを辞め、ガリ板製版で生計を立てるようになった。フリードリヒ・エンゲルス及びヨセフ・ディーツゲンを師と仰ぎ、製版の仕事をしながら独学した。謎解きによって具体的な問題を論理的に扱う思惟活動の訓練を行う中で、弁証法が優れた武器であることを学ぶ。それまで誰もできなかった日本軍の用いた日本語の暗号電報の盗読に成功したハーバート・オズボーン・ヤードリーの手記『アメリカン・ブラック・チェンバー』を青年期に読み、日本語の文法に理論的な関心を持った。
1946年、民主主義科学者協会が結成され会員になった。1948年37歳、真善美社からの依頼により、初めての著書である『哲学入門』を執筆した。対話形式のやさしい文体で、神がかり哲学と対比しながら弁証法的唯物論を説いていく内容は、板倉聖宣や鶴見俊輔をはじめ、多くの読者に歓迎された。同年、日本共産党入党。
1950年にスターリンの言語論文が発表されると、国語学者時枝誠記がそれに対する批判を「中央公論」10月号に発表した。民主主義科学者協会の学者たちはスターリンの言語論を信仰的に礼賛したが、時枝の『国語学原論』(1941年) を読んで、それを公に評価していた三浦は、覚悟を決めてスターリンの言語論を批判した。その結果、次の年に民主主義科学者協会、日本共産党から除名された。1954年11月、横須賀壽子と結婚。
1955年44歳、『弁証法はどういう科学か』を、講談社のミリオン・ブックスの一冊として出す。この本は十数万部売れた。翌1956年に『日本語はどういう言語か』を出版した。同年、1935年から続けていた製版の仕事を辞め、著述業になった。1969年、東京都清瀬市に転居。
1977年1月に脳出血で倒れるまでの10年間、吉本隆明が発行する『試行』に毎号欠かさずに論文を発表した。1980年6月に退院。1984年、再び闘病生活に入る。1989年10月27日、東村山市の都立多摩老人医療センターで逝去。78歳。静岡県駿東郡小山町の富士霊園に葬られる。
三浦は山本周五郎の愛読者であった。

## 研究内容

### 言語過程説の展開
弁証法的唯物論の立場から時枝誠記の時枝文法・言語過程説を批判的に継承することで、独自の言語論を打ち立てる。ソシュールを祖とする構造言語学や言語過程説における機能主義を批判した。
三浦は言語を絵画や彫刻などと同じ表現の一種であると規定した上で、「対象－認識－表現」という言語表現の客観的生成過程が、その表現である言語形式に関係として保存されたものが意味であるとした。
音声や文字には、その背後に存在した対象から認識への複雑な過程的構造が関係付けられているわけで、このようにして音声や文字の種類に結び付き固定された客観的な関係を、言語の意味と呼んでいるのです。—三浦つとむ、『日本語はどういう言語か』(1976年)、44頁
著書としては『認識と言語の理論』、『言語学と記号学』、一般向けに書かれた『日本語はどういう言語か』がある。

### マルクス主義の復原
レーニン真理論の批判、スターリンのスターリン言語学の批判、ミーチン式弁証法的唯物論の批判などを行った。のち「官許マルクス主義」としてスターリン主義や毛沢東主義を批判した。また、レーニンの誤謬をも指摘した。

### 組織論
『大衆組織の理論』,『指導者の理論』,「日本の家庭」(『生きる・学ぶ』所収)。

### 国家論
国家論については、エンゲルスについての研究から「国家意思説」を唱えた。

## 著作
- 哲学入門 (真善美社、1948年)、(双流社、1949年)、復刻版 (仮説社、1975年) 『三浦つとむ選集1』第3部にも収録されている。
- 弁証法 - いかに学ぶべきか (双流社、1950年)、復刻版 (季節社、1975年)、(季節社、1998年)
- こう考えるのが正しい - 弁証法を生活に役立てる (青春出版社、1955年)、改訂版 (青春出版社、1961年)
- 社会の正しい見かた (青春出版社、1955年)
- 弁証法はどういう科学か (講談社、1955年)、(講談社、1965年)、(講談社、1968年)
- 三浦つとむ 著、津田道夫 編『戦後日本思想の原点』 16巻《この直言を敢てする》、こぶし書房、1996年。ISBN 4-87559-097-0。底本は1956年学風書院刊。
- 日本語はどういう言語か (講談社、1956年)、復刻版 (季節社、1971年)、新訂版 (講談社、1976年)、(季節社、1999年)
- 資本主義はどうなるか (東都書房、1956年)
- 共産党 - この事実をどう見るか (青春出版社、1956年)
- 指導者とは何か (三一書房、1957年)
- マルクス主義の基礎 (青春出版社、1957年)
- 弁証法をどう応用するか (青春出版社、1958年)
- 人生 - 人間のありかたと生きかた (講談社、1959年)
- 大衆組織の理論 (勁草書房、1959年)、改訂版 (勁草書房、1961年)
- 指導者の理論 (勁草書房、1960年)
- 新しいものの見方考え方 (青春出版社、1960年)、復刻版 (季節社、1983年)
- 社会とはどういうものか (青春出版社、1962年)
- 社会主義のABC (青春出版社、1962年)
- レーニンから疑え (芳賀書店、1964年)
- ものの見かた考えかた (社会党機関紙出版局、1963年)
- 芸術とはどういうものか (至誠堂、1963年)、(明石書店、2011年)
- 毛沢東思想の系図 (至誠堂、1965年)
- 認識と言語の理論1 (勁草書房、1967年)、(勁草書房、2002年)
- 認識と言語と理論2 (勁草書房、1967年)、(勁草書房、2002年)
- マルクス主義の復原 (勁草書房、1969年)
- 認識と芸術の理論 (勁草書房、1970年)
- マルクス主義と情報化社会 (三一書房、1971年)
- 現実・弁証法・言語 (国文社、1972年)
- 認識と言語の理論3 (勁草書房、1972年)、(勁草書房、2002年)
- 1たす1は2にならない (国土社、1973年)、(明石書店、2006年)
- 文学・哲学・言語 (国土社、1973年)
- 日本語の文法 (勁草書房、1975年)、(勁草書房、1998年)
- 毛沢東主義 (勁草書房、1976年)
- 言語学と記号学 (勁草書房、1977年)
- こころとことば (季節社、1977年)、(明石書店、2006年)
- 現代言語学批判 - 言語過程説の展開 (勁草書房、1981年)
- 生きる・学ぶ (季節社、1982年)
- 『三浦つとむ選集』 1巻《スターリン批判の時代》、勁草書房、1983年。 オンデマンド版、勁草書房、2003年。
- 『三浦つとむ選集』 2巻《レーニン批判の時代》、勁草書房、1983年。
- 『三浦つとむ選集』 3巻《言語過程説の展開》、勁草書房、1983年。
- 『三浦つとむ選集』 4巻《芸術論》、勁草書房、1983年。 オンデマンド版、勁草書房、2013年。
- 『三浦つとむ選集』 5巻《ものの見方考え方》、勁草書房、1983年。 オンデマンド版、勁草書房、2013年。
- 『三浦つとむ選集』 補巻《唯物弁証法の成立と歪曲》、勁草書房、1991年。 オンデマンド版、勁草書房、2013年。

### 編集
- 毛沢東 (他) 著、中国問題研究会 訳、三浦つとむ 編『毛沢東基礎理論の解明』青春出版社、1958年。

## 影響
吉本隆明とは雑誌『試行』の同人であり、家族ぐるみの付き合いがあった (『生きる・学ぶ』の扉絵4枚は吉本多子が描いている)。吉本は『言語にとって美とはなにか』(1965年) の中で、三浦の意味論を批判しながらも評価しており、『日本語はどういう言語か』(1976年) に解説を書いている。
現在、三浦つとむの言語論は自然言語処理の分野で認められ、1996年以降、三浦つとむの研究者と自然言語処理の研究者が中心となって「言語・認識・表現」研究会 (LACE) を開催している。言語過程説に関連する論文集も発行されている。
以下、三浦理論に影響を受けた研究者を羅列しておく。
- 川島正平（日本語学）[注 6]
- 上田博和 (日本語学)
- 今井幹夫 (日本語学)
- 内田慶市 (中国語学)
- 小川文昭 (中国語学)
- 宮下眞二 (英語学)
- 矢吹眞康 (英語学)
- 鈴木覺 (フランス語学)
- 池原悟 (自然言語処理) [12]
- 白井諭 (自然言語処理)
- 宮崎正弘 (自然言語処理)
- 亀井秀雄 (文学) [13]
- 庄司和晃 (教育学)
- 板倉聖宣 (科学史)
- 黒川新二 (精神医学)
- 松本健二 (脳科学)
- 薄井坦子 (看護学)
- 岡本喜代子 (助産学)
- 高木宏夫 (宗教学)
- 津田道夫 (国家論)
- 南郷継正 (武道論)
- 富樫宜資 (武道論）
- 滝村隆一 (政治学)
- 橋爪大三郎 (社会学)